# Level (úroveň)

toto je obrázek ze hry Bubble ghost.

Level (z angl.) neboli úroveň je označení části či úseku hry, které se nějakým způsobem liší. Liší se buď náročností, grafikou či prostředím a způsobem hry. Levely jdou po sobě postupně, v některých případech je možné se posunovat do dalších přímo, jindy je nutné splnit úkol levelu předchozího pro vstup do dalšího. Levely se vyskytují jak v jednoduchých hrách, tak i také ve hrách složitých s náročným dějem.